# Gula

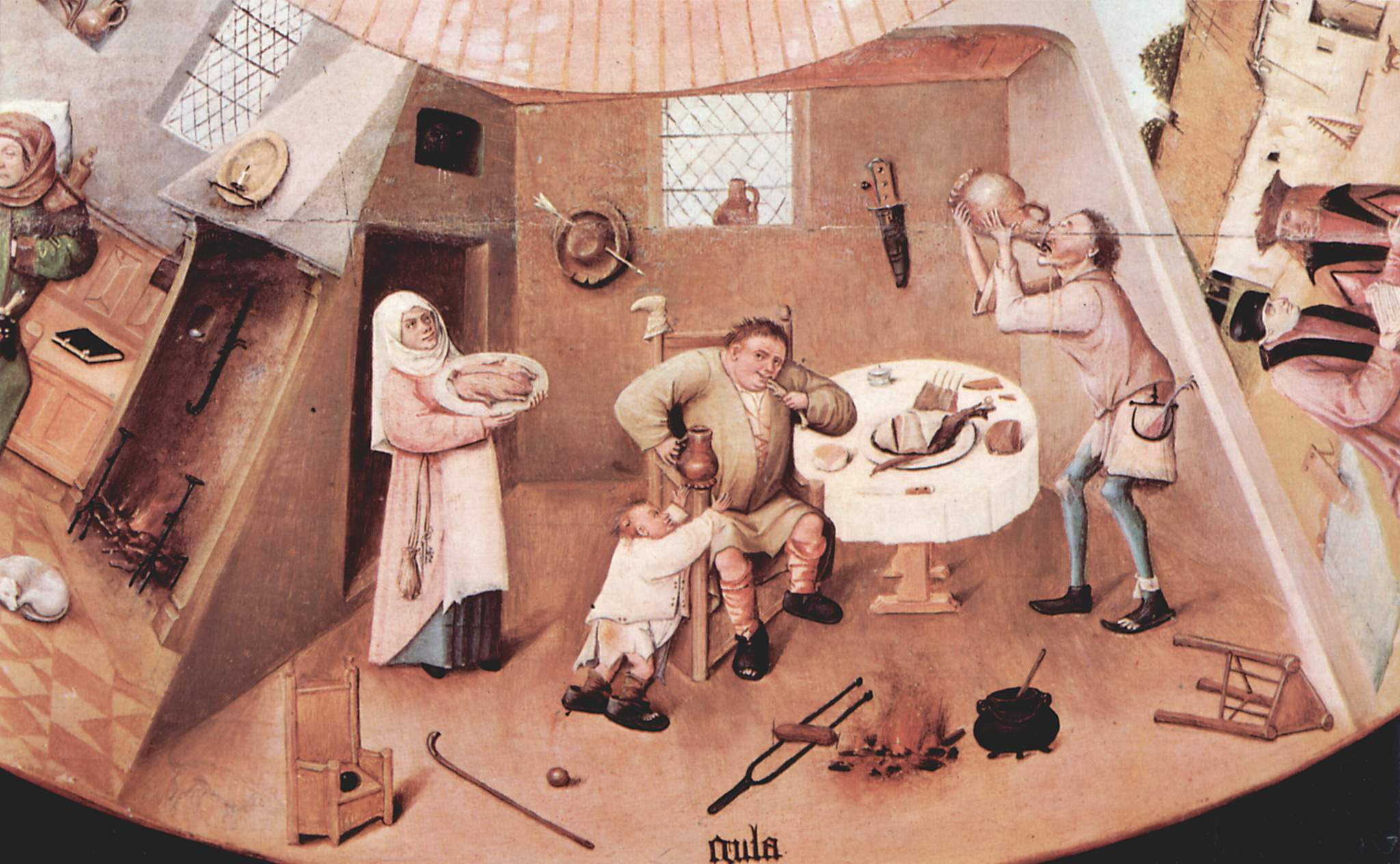
Gula, una de las secciones de la Mesa de los pecados capitales, de Hieronymus Bosch. Cuatro personajes, en la escena: en la mesa hay un hombre con gran peso comiendo; a la derecha, de pie, otro que bebe ansiosamente, directamente de la jarra; a la izquierda, una mujer presenta una nueva vianda en una bandeja. Aparece un niño obeso, que simboliza el mal ejemplo que se da a la infancia. En primer plano, una salchicha se asa al fuego

La gula (del latín: gula; relacionado con gluttiëre, que significa tragar) es un apetito excesivo por comida y bebida. El glotón o insaciable es una persona que no tiene medida al comer, ya sea un tipo de comida en particular o comidas y bebidas en general. Los individuos con estas características tienen en general sobrepeso y en muchas culturas es mal visto por causas estéticas y de salud. Ciertas religiones condenan la gula porque se cree ser un deseo egoísta y lujurioso que busca solamente la satisfacción personal. 

## Etimología
La palabra gula proviene de la palabra en latín gula que significa garganta, gaznate, y pasó a significar voracidad. La palabra procede de una raíz indoeuropea que significa tragar. De esta raíz deriva también gola, y derivados como golilla y gollete y verbos como engullir. Palabras como goloso y gollería también presentan esta raíz.

## Concepto psicológico
La gula se asocia social y psicológicamente a la teoría de las adicciones. Una adicción es como una enfermedad crónica y recurrente del cerebro que se caracteriza por una búsqueda patológica de recompensa o alivio a través del uso de una sustancia u otras conductas. Este comportamiento está asociado a una incapacidad de controlar la conducta, dificultad para la abstinencia, deseo imperioso de consumo, disminución del reconocimiento de los problemas significativos causados por la propia conducta y en las relaciones interpersonales así como una respuesta emocional disfuncional. El resultado es una disminución  en la calidad de vida del afectado  (generando problemas en su trabajo, en sus actividades académicas, en sus relaciones sociales o en sus relaciones familiares o de pareja). La neurociencia actualmente considera que la adicción a sustancias y a comportamientos comparten las mismas bases neurobiológicas.  

## Concepto religioso
Se conoce como gula ese mecanismo humano caracterizado por el apetito desmedido en el comer y el beber. Según la religión cristiana, la vida es irrenunciable, de ahí que un apetito desmedido sería aquel que cause problemas de salud que interfieran en el estado físico y en el comportamiento moral.[cita requerida]
La gula es un pecado capital para la religión cristiana ya que, según ésta, es un vicio del deseo desordenado por el placer conectado con la comida o con la bebida, el glotón continúa ingiriendo alimentos sin sentir hambre.

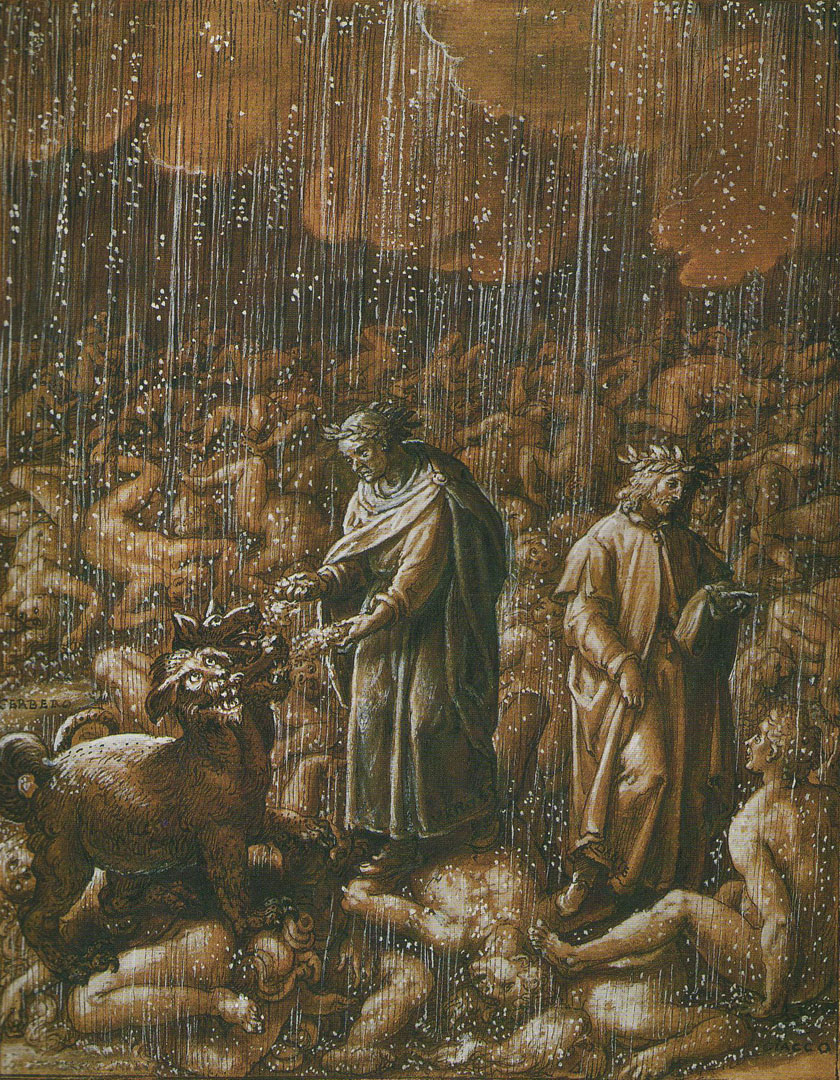
En el tercer círculo del Infierno, se castiga a los condenados por el pecado de la gula. Ilustrado por Stradanus.

Fray Andrés de Olmos vincula la gula con el pasaje en que Eva y Adán incurren en pecado por comer el alimento prohibido. Puede ser interesante destacar que la serpiente les ofrece un fruto prohibido que les hará como Dios.  Es precisamente esa la raíz de todo pecado y la razón por la que el hombre acaba en la tierra donde constata que él no es Dios, que tiene limitaciones. 
El ser humano ante Dios no tiene derechos pues no es como Dios. La vida es un don que se recibe por la gracia de Dios y del que Dios dispone a su antojo. ¨Solo  Él, Dios, decide cuándo nos priva de la vida y de qué manera. De ahí que el hombre no pueda disponer de la vida. El mismo Jesucristo al hacerse hombre dispuso poco antes de la crucifixión que no se hiciera su voluntad sino la del Padre. El hombre sí tiene, por el contrario, obligaciones morales y entre ellas, la de mantener su cuerpo y su mente en el mejor estado posible, rechazando aquel fruto prohibido que provoque en él un apetito insaciable, una dependencia insaciable de tal modo que este fruto prohibido no lo aparte de sus obligaciones morales.
En la raíz de todo pecado está siempre el egoísmo, que no es otra cosa que creerse el centro de todo, querer ser como Dios.
También Fray Olmos escribe un pasaje en que el glotón ya en el infierno pide que le manden a Lázaro para que moje su dedo en el agua y apacigüe el fuego de su lengua.
En el poema El Infierno de la Divina Comedia, se castiga a los condenados por el pecado de la gula en el tercer círculo, con la pena de ser batidos por una fortísima lluvia mezclada con grueso granizo, y ensordecido por los terribles ladridos de Cerbero, que además los desgarra con uñas y dientes.
Fray Andrés de Olmos relaciona el exceso de gasto con el exceso de boato y ostentación (el que gasta mucho en sí mismo). También afirma que el que dispone de los bienes materiales que no le corresponden incurre en hurto: Adán robó solo una frutita y fue rechazado por Dios.
En la misma línea, y recordando que lo siguiente solo expone un punto de vista religioso, en una situación de necesidad por escasez de alimentos, una persona no puede acaparar y privar a otros de los alimentos que necesiten para mantener su cuerpo y cumplir con sus obligaciones morales. La justificación es la misma: la vida (en este caso la ajena) no es un don que, según los religiosos, Dios haya puesto en los humanos para disponer de ella a sus intereses sino un bien que se ha de cuidar. Pero es necesario resaltar que privar a otros de sus alimentos no es gula, sino que para la religión cristiana constituye una falta de caridad o misericordia ante el sufrimiento ajeno. 
Este deseo puede ser pecaminoso de varias formas (siempre según los preceptos de dicha religión).
1. Comer o beber en exceso de lo que el cuerpo necesita.
2. Cortejar el gusto por cierta clase de comida a sabiendas de que va en detrimento de la salud.
3. Consentir el apetito por comidas o bebidas costosas, especialmente cuando una dieta lujosa está fuera del alcance económico.
4. Comer o beber vorazmente dándole más atención a la comida que a los que nos acompañan.
5. Desperdiciar la comida, estando en la misma categoría que la de comer más de lo que necesita el cuerpo.

En los primeros cuatro casos, la gula es ocasionada por el mismo factor que la Lujuria: El deseo de obtener satisfacción a partir del sabor del alimento ingerido impulsa a quien incurre en este pecado a comer lo más posible.
En 1589 Peter Binsfeld, basándose libremente en fuentes anteriores, asoció a la gula con el demonio Belcebú,  que tentaba a la gente por medios asociados al pecado. 
La templanza es una de las Siete Virtudes que forman parte del Catecismo de la Iglesia católica, la cual sirve para que el cristiano sepa cómo afrontar la tentación de la gula, puesto a que se contrapone a ella y, por ello, sirve como toda virtud a salvar el alma.